# Neeti Mohan
Neeti Mohan, también conocida como Neeti Muhan Neeti (n. en Delhi el 18 de noviembre de 1979) es una cantante india. Fue una de las ganadoras del evento show Channel V Popstars, y se integró a un grupo musical llamado Aasma junto con otros ganadores de la serie. También participó en el programa "Shankar's Rockstars led" con Shankar Mahadevan, donde formó parte del equipo ganador "Rockstars Shankar", dirigida por Shankar Mahadevan. También ha intentado participar en un programa bajo la producción de "Sunny Deol", titulado 'Socha Na Tha'.

## Carrera
Mohan fue estudiante de Delhi's Miranda House, obtuvo su licenciatura en Filosofía y además trabaja como profesora de danza. También fue cadete de la NCC durante sus días en la universidad.
Ella es la mayor de su familia de cuatro hermanas, ambas también con talento. Su hermana Shakti Mohan fue ganadora en un festival de danza Dance en Zee TV y su hermana Mukti Mohan fue parte de la danza infantil llamada "Zara Nachke Dikha" en "Star Plus". También tiene una hermana llamada Kriti Mohan, la más joven de su familia.